# Norman Heath
Norman Harry Heath (Wolverhampton, 31 gennaio 1924 – Great Barr, novembre 1983) è stato un calciatore inglese, di ruolo portiere.

## Carriera
Heath viene tesserato dal West Bromwich nel 1942, all'età di 18 anni; dopo una stagione nelle giovanili del club esordisce in prima squadra nel 1943, giocando per un anno nei vari tornei che sostituivano i tradizionali campionati sospesi per via della seconda guerra mondiale, alla quale peraltro lo stesso Heath prende in seguito parte attivamente nell'esercito britannico, abbandonando quindi temporaneamente l'attività calcistica; al termine del conflitto torna a giocare al West Bromwich, con cui tra il 1946 ed il 1949 gioca in totale 13 partite nella seconda divisione inglese; nella stagione 1949-1950 è invece il portiere di riserva del club in prima divisione, categoria nella quale esordisce all'età di 26 anni durante la stagione 1950-1951, nella quale gioca 11 partite di campionato. Durante l'annata seguente si guadagna progressivamente il  posto da titolare, finendo per giocare 27 partite, a cui ne aggiunge altre 36 durante la stagione 1952-1953; infine, nella stagione 1953-1954 contribuisce alla vittoria della FA Cup e gioca 34 partite in campionato, competizione nella quale a causa di una caduta successiva ad uno scontro di gioco con l'attaccante sudafricano del Sunderland Ted Purdon subisce una frattura alla colonna vertebrale che, all'età di soli 30 anni, non solo pone fine alla sua carriera ma lo costringe per il resto della vita a muoversi mediante l'ausilio di una sedia a rotelle.

## Palmarès

### Club

#### Competizioni nazionali
- Coppa d'Inghilterra: 1

West Bromwich: 1953-1954